# 천사의 시간
"천사의 시간"은 2018년에 개봉한 대한민국의 영화이다.

## 캐스팅
- 칸 : 천희 역
- 박하은 :  주희 역
- 기주봉 : 천희아빠 역
- 임성민 : 천희엄마 역
- 이화영 : 주희엄마 역
- 이원하 : 주희아빠 역
- 민경진 : 주희주치의 역
- 권순철 : 천희삼촌 역
- 백겸 : 상철 역
- 남석기 : 두희 역
- 윤대영 : 재건 역
- 최효영 : 진경 역
- 조윤아 : 보경 역
- 서예빈 : 은희 역
- 임수빈 : 수간호사 역
- 황인혜 : 응급실 간호사 역
- 정하진 : 양궁코치 역
- 정종화 : 양궁코치 역
- 박숙명 : 간병인 역
- 정길종 : 인턴 1 역
- 이승원 : 인턴 2 역
- 장혁 : 학생 1 역
- 김태영 : 학생 2 역
- 이동민 : 학생 3 역
- 이윤서 : 병실아이 역
- 박웅선 : 양궁 아나운서 역
- 박준철 : 병원환자 역